# Nova Olinda do Maranhão
Nova Olinda do Maranhão este un oraș în unitatea federativă Maranhão (MA), Brazilia.